# Willem I van Schotland
Willem I de Leeuw, Gaelisch: Uilliam Garm, Willem de Harde (?, rond 1142/1143 - Stirling, 4 december 1214) was koning van Schotland van 1165 tot zijn dood. Hiermee was hij de op een na langstregerende Schotse koning na Jacobus VI. Hij was de zoon van Hendrik van Schotland en Ada de Warenne. Hij volgde zijn broer Malcolm IV op die kinderloos stierf.
Zijn bijnaam "the lion"(de leeuw) komt van zijn standaard waar een rode leeuw met een gevorkte staart op een gele achtergrond staat. Deze standaard zou later de koninklijke standaard van Schotland worden.
Van 1173 - 1174 was er een revolte tegen Hendrik II waarin Willem een sleutelrol speelde. In 1174, tijdens een gevecht, werd hij gevangengenomen door de Engelse troepen. Eerst werd hij naar Northampton gebracht en later naar Falaise. Hierop veroverde Hendrik Schotland en bezette het. Willem kon alleen terug koning worden van Schotland als hij Hendrik erkende als feodale meester en als hij de kosten van de bezetting betaalde. Willem accepteerde en dit leidde tot het verdrag van Falaise.
De volgende 15 jaar gold dit verdrag maar toen stierf Hendrik II en kwam Richard Leeuwenhart aan de macht, die geld nodig had voor zijn kruistocht. Indien Willem aan Richard 10.000 zilveren marken zou betalen, zou het verdrag niet meer gelden.
Door het verdrag van Falaise had Hendrik II het recht om de bruid van Willem te kiezen. Hij koos Ermengarde de Beaumont, de kleindochter van Hendrik I, samen hadden ze 4 kinderen:
- Margaret (1193-1259)
- Isabella (1195-1253)
- Alexander II van Schotland (1198-1249)
- Marjorie (1200-1244)

William stierf in 1214 in Stirling en ligt begraven in Arbroath Abbey. Zijn zoon Alexander volgde hem op.

## Voorouders
| Voorouders van Alexander II van Schotland | Voorouders van Alexander II van Schotland                                       | Voorouders van Alexander II van Schotland                                       | Voorouders van Alexander II van Schotland                                | Voorouders van Alexander II van Schotland                                | Voorouders van Alexander II van Schotland                                  | Voorouders van Alexander II van Schotland                                  | Voorouders van Alexander II van Schotland                                  | Voorouders van Alexander II van Schotland                                  |
| ----------------------------------------- | ------------------------------------------------------------------------------- | ------------------------------------------------------------------------------- | ------------------------------------------------------------------------ | ------------------------------------------------------------------------ | -------------------------------------------------------------------------- | -------------------------------------------------------------------------- | -------------------------------------------------------------------------- | -------------------------------------------------------------------------- |
|                                           | Malcolm III van Schotland (1058-1093) ∞ Margaretha van Schotland (ca.1045-1093) | Malcolm III van Schotland (1058-1093) ∞ Margaretha van Schotland (ca.1045-1093) | Waltheof II van Northumbria (1050-1076) ∞ Judith van Lens (-)            | Waltheof II van Northumbria (1050-1076) ∞ Judith van Lens (-)            | Willem van Warenne (1035-1088) ∞ Gundrada (ca.1055-1085)                   | Willem van Warenne (1035-1088) ∞ Gundrada (ca.1055-1085)                   | Hugo I van Vermandois (1053-1101) ∞ Adelheid van Vermandois (1062-1122)    | Hugo I van Vermandois (1053-1101) ∞ Adelheid van Vermandois (1062-1122)    |
| Grootouders                               | David I van Schotland (1084-1153) ∞ Maud van Northumbria (ca. 1073–1131)        | David I van Schotland (1084-1153) ∞ Maud van Northumbria (ca. 1073–1131)        | David I van Schotland (1084-1153) ∞ Maud van Northumbria (ca. 1073–1131) | David I van Schotland (1084-1153) ∞ Maud van Northumbria (ca. 1073–1131) | Willem II van Warenne (1070-1138) ∞ Isabella van Vermandois (ca.1081-1131) | Willem II van Warenne (1070-1138) ∞ Isabella van Vermandois (ca.1081-1131) | Willem II van Warenne (1070-1138) ∞ Isabella van Vermandois (ca.1081-1131) | Willem II van Warenne (1070-1138) ∞ Isabella van Vermandois (ca.1081-1131) |
| Ouders                                    | Hendrik van Schotland (1114-1152) ∞ Ada de Warenne (ca. 1125–1178)              | Hendrik van Schotland (1114-1152) ∞ Ada de Warenne (ca. 1125–1178)              | Hendrik van Schotland (1114-1152) ∞ Ada de Warenne (ca. 1125–1178)       | Hendrik van Schotland (1114-1152) ∞ Ada de Warenne (ca. 1125–1178)       | Hendrik van Schotland (1114-1152) ∞ Ada de Warenne (ca. 1125–1178)         | Hendrik van Schotland (1114-1152) ∞ Ada de Warenne (ca. 1125–1178)         | Hendrik van Schotland (1114-1152) ∞ Ada de Warenne (ca. 1125–1178)         | Hendrik van Schotland (1114-1152) ∞ Ada de Warenne (ca. 1125–1178)         |
| Willem I van Schotland (1142–1214)        |                                                                                 |                                                                                 |                                                                          |                                                                          |                                                                            |                                                                            |                                                                            |                                                                            |

- Bibsys: 90816725
- Bibliothèque nationale de France: cb124586807 (data)
- Gemeinsame Normdatei: 1017398216
- International Standard Name Identifier: 0000 0000 3451 967X
- Library of Congress Control Number: n97008431
- Nationale Bibliotheek van Israël: 987007426403305171
- Nederlandse Thesaurus van Auteursnamen: 157760324
- Système universitaire de documentation: 085236985
- Virtual International Authority File: 78057586
- WorldCat: E39PBJqqyMkBcR33XjYC67QjG3